# Dendropsophus bogerti
Dendropsophus bogerti es una especie de anfibios de la familia Hylidae. Es endémica de Colombia.
Sus hábitats naturales incluyen montanos secos, marismas de agua dulce, corrientes intermitentes de agua, tierra arable, pastos, plantaciones, jardines rurales, áreas urbanas, zonas previamente boscosas ahora muy degradadas, estanques y tierras de irrigación.